# Ludwik Wirszyłło
Ludwik Wirszyłło (ur. 25 sierpnia 1880 w Dubotówce (powiat święciański), zm. w kwietniu 1940 w Katyniu) – polski lekarz wojskowy, major w stanie spoczynku Wojska Polskiego. Ofiara zbrodni katyńskiej.

## Życiorys
Ludwik Wirszyłło był synem Aleksandra i Marii z Czupryńskich. Ukończył studia na Wydziale Lekarskim Uniwersytetu w Moskwie w 1913 roku. Od 1919 roku pracował jako lekarz w 10 pułku artylerii polowej. Został awansowany na majora 1 czerwca 1919 roku. Po wojnie polsko-bolszewickiej pracował w Pracowni Higieny Wojskowego Instytutu Sanitarnego. W 1925 roku był zastępcą kierownika tej pracowni. W 1928 roku był lekarzem 1 batalionu sanitarnego. W 1930 roku został przeniesiony w stan spoczynku z przydziałem do kadry 1 Szpitala Okręgowego. Później pracował jako kierownik zakładu sanitarnego Zarządu m.st. Warszawy.
Na przełomie 1925 i 1926 roku ożenił się z Ireną z Bugajskich (1903–1944), siostrą Zygmunta Bugajskiego.
Zamordowany w Katyniu. Pochowany na Polskim Cmentarzu Wojennym w Katyniu.

## Ordery i odznaczenia
- Złoty Krzyż Zasługi (19 marca 1937)[4]
- Medal Niepodległości (16 marca 1933)[5][2]

## Awans pośmiertny
Ludwik Wirszyłło w 2007 roku został pośmiertnie awansowany na podpułkownika.